# Josef Bonaventura Piter
Josef Bonaventura Piter OSB (5. listopadu 1708, Třebechovice pod Orebem – 15. května 1764, Rajhrad) byl český benediktinský kněz, probošt rajhradského kláštera, archivář a historik, který shromáždil veliké množství písemného materiálu ke starším českým i moravským dějinám.

## Život
Pocházel z chudé rodiny hrnčíře a chalupníka Václava Pitera, radního města Třebechovic, a jeho první manželky Alžběty, dcery Jana Lochmana. Za základy literárního a hudebního vzdělání vděčil svému učiteli Josefu Vondrovi († 1730). Zároveň ho otec učil hrnčířskému řemeslu a vozil s sebou na trhy prodávat nádobí. Jeho strýc Antonín Lochmann, řeholním jménem Eleutherius, byl františkánem v Hostinném, ujal se ho a učil ho němčině a hudbě, takže dobře zpíval a dokázal hrát na varhany. K dalšímu studiu roku 1721 dovedl Josefa do Broumovského kláštera k opatu Otmaru Zinkovi, který jej vyzkoušel a přijal jako zpěváka altistu do chlapeckém sboru i ke studiu v latinském klášterním gymnáziu. Tam současně studoval humanitní obory. Po absolutoriu roku 1728 přijal řeholní kutnu benediktina, jméno Bonaventura a vstoupil jako novic do řádu. Zkušební rok strávil zčásti v broumovském klášteře a zčásti v Polici, až se rozhodl 30. června 1729 složit sliby a stal se profesem. Odejel do kláštera v Břevnově, kde samostatně studoval filosofii a teologii a roku 1733 byl vysvěcen na kněze. Byl farářem v Břevnově a v Polici nad Metují, profesorem gymnázia v Broumově a od roku 1737 profesorem filozofie v Břevnově. V říjnu 1742 tam zažil vpád francouzského vojska, které vyplenilo klášter. Od roku 1742 byl představeným konventu v Polici nad Metují a od roku 1746 knihovníkem a archivářem opata Bennona Löbla, později také benediktinského řádu v českých zemích se sídlem v Broumově. V této funkci získal rozsáhlé a hluboké vědomosti z historie a zejména z diplomatiky. Roku 1756 byl vyslán do Vídně hájit exempci svého kláštera ve sporu s pražským arcibiskupem Manderscheidem. Ve Vídni se spřátelil s řadou významných učenců a na přímluvu dvorního archiváře Antona Taula z Rosenthalu se stal „c. k. českým historiografem“, což znamenalo přístup do císařské knihovny a dvorního archivu ve Vídni. Císařovna Marie Terezie jej jmenovala svým zpovědníkem a prosadila jeho volbu proboštem rajhradského kláštera (25. května 1756), jímž byl až do své smrti roku 1764. Našel klášter zadlužený, po jeho konsolidaci zažil vpád vojsk prusko-rakouské války, poznal polní maršály Dauna i Löwensteina. Praktické starosti a povinnosti spojené s klášterem mu zabíraly mnoho času, přesto se Piter snažil pracovat i v historii. Zemřel po dvouleté nemoci 15. května 1764.

## Dílo
Piter byl mezi prvními českými historiky, kteří se věnovali excerpci, shromažďování a kritice písemných pramenů. Jeho první zásadní badatelská práce se týkala dějin kláštera v Břevnově, zakladatelské úlohy Niederaltaichu, břevnovských filiací a benediktinské hagiografie svatého Vintíře. Zpracoval ji podle svých schopností a znalostí, v barokní interpretaci a vydal tiskem v bibliofilské úpravě o 230 stranách, s četnými iniciálami, vlysy a vinětami a 4 mědirytinami v přílohách. Kniha tvořila pendant kompendiu Historia rei litterariae ordinis S. Benedicti.. od Magnoalda Ziegelbauera, který pojednal dějiny benediktinského řádu kritickým pohledem encyklopedisty v širších evropských souvislostech. Oproti Ziegelbauerovi, Legipontovi a dalším Němcům měl jako rodilý Čech, že dobře četl české historické prameny.
Piterova nesmírně rozsáhlá sbírka opisů a excerpt, která zůstala v rukopisu v Rajhradu, obsahovala jednak nejstarší české kroniky (pravděpodobně opsané z břevnovského vzoru ze 17. století), za druhé sbírku listin k dějinám českých a moravských klášterů, a konečně kroniky moravských klášterů od 11. do 14. století. Zejména část, kterou opisoval sám, čeští historikové vysoko cenili a obdivovali Piterovu pracovitost a pečlivost.
Dále připravil dvě velké edice, jak českých historických vyprávěcích pramenů (Scriptores rerum bohemicarum), tak i sbírky opisů listin k starším dějinám Moravy (Monasticon Moraviense diplomatico-historico-chronologicum) a staročeského slovníku (Dictionarium Vetero-Bohemicum). Tato díla zůstala nevydána, ale posloužila jako základ pro historiky osvícenské orientace, tiskem je vydával František Martin Pelcl v letech 1783-1784, dále piarista Gelasius Dobner, čerpal z nich Beda Dudík.
Tiskem vydané Piterovy spisy měly různý účel a význam:
- Hlas na výsosti, naříkání a pláče Rachel (modlitební knížka), 8°, Hradec Králové 1748
- Pietas Benedictina (Benediktinská zbožnost), kodex, 396 stran, formát 8°, vydal Iohann Baptista Albrizzano v Benátkách 1751) – přehled světců benediktinského řádu, ctěných v Čechách, na Moravě a ve Slezsku, a officia k jejich svátkům.
- Řehole aneb Zákon svatého otce Benedikta opata (překlad řeholních pravidel), vydal Emanuel Swoboda, Brno 1760[5],[6]
- Thesaurus absconditus in Agro seu Monasterio Břevnoviensi prope Pragam Ord. Sancti Benedicti... (Poklad ukrytý na poli čili v klášteře břevnovském u Prahy) Brno 1762 [7]
- Wenceslai a Chwaletitz Benedictini Reyhradensis Tractatus de Passione et morte Domini Nostri Jesu Christi (Václava z Chvaletic, benediktina rajhradského Traktát o utrpení a smrti našeho Pána Ježíše Krista), Brno 1764.[4]